# Plebiscito nazionale in Argentina del 1984
Il plebiscito nazionale in Argentina del 1984 fu un referendum consultivo svoltosi il 25 novembre 1984 sulla risoluzione del conflitto del canale di Beagle  Agli elettori venne chiesto se approvassero l'accordo sul negoziato del governo argentino con il Cile per il riconoscimento delle isole Picton, Lennox e Nueva come territorio cileno. Sebbene il plebiscito non fosse vincolante, il presidente Raul Alfonsin dichiarò che avrebbe rispettato l'esito del voto. La proposta fu approvata dall'82,6% dei votanti, con un'affluenza del 70%.

## Contesto
Il partito di governo, l'Unione Civica Radicale, chiese di votare a favore dell'accordo. L'opposizione, guidata dal Partito Giustizialista, boicottò il procedimento, sostenendo che distraesse dai problemi economici. Alcuni oppositori, tra cui Herminio Iglesias, chiesero agli elettori di partecipare al referendum e votare contro. Al contrario, altri leader come Carlos Menem si espressero a favore dell'accordo. Anche la destra, compresi i gruppi militari che hanno governato l'Argentina tra il 1976 e il 1983, era contraria all'insediamento.

## Risultati
| Preferenza          | Voti       | %     |
| ------------------- | ---------- | ----- |
| Sì                  | 10.454.172 | 82,60 |
| No                  | 2.201.963  | 17,40 |
| Voti validi         | 12.656.135 | 98,40 |
| Schede bianche      | 141.121    | 1,10  |
| Schede nulle        | 64.099     | 0,50  |
| Votanti/Affluenza   | 12.861.355 | 70,09 |
| Astenuti            | 5.489.508  | 29,91 |
| Elettori registrati | 18.350.863 | 100   |
| Fonte:              |            |       |

### Per provincia
| Provincia            | Sì         | Sì    | No        | No    | Bianche nulle | Totale     | Elettori registrati | Affluenza |
| Provincia            | Voti       | %     | Voti      | %     | Bianche nulle | Totale     | Elettori registrati | Affluenza |
| -------------------- | ---------- | ----- | --------- | ----- | ------------- | ---------- | ------------------- | --------- |
| Buenos Aires         | 4,237,251  | 80.94 | 997,831   | 19.06 | 76,303        | 5,311,385  | 6,758,336           | 78.59     |
| Buenos Aires (città) | 1,311,387  | 81.67 | 294,281   | 18.33 | 22,209        | 1,627,877  | 2,418,933           | 67.30     |
| Catamarca            | 64,041     | 95.06 | 3,330     | 4.94  | 794           | 68,165     | 133,814             | 50.94     |
| Chaco                | 220,716    | 83.13 | 44,793    | 16.87 | 5,028         | 270,537    | 408,058             | 66.30     |
| Chubut               | 93,833     | 83.04 | 19,170    | 16.96 | 1,255         | 114,258    | 158,863             | 71.92     |
| Córdoba              | 1,027,223  | 88.80 | 129,599   | 11.20 | 22,804        | 1,179,626  | 1,669,715           | 70.65     |
| Corrientes           | 232,864    | 85.08 | 40,840    | 14.92 | 3,949         | 277,653    | 448,418             | 61.92     |
| Entre Ríos           | 345,970    | 86.85 | 52,402    | 13.15 | 11,034        | 409,406    | 623,297             | 65.68     |
| Formosa              | 88,604     | 86.91 | 13,342    | 13.09 | 1,892         | 103,838    | 170,978             | 70.73     |
| Jujuy                | 99,385     | 84.25 | 18,575    | 15.75 | 2,146         | 120,106    | 225,743             | 53.20     |
| La Pampa             | 84,148     | 94.56 | 4,837     | 5.44  | 1,668         | 90,653     | 149,557             | 60.61     |
| La Rioja             | 31,486     | 90.44 | 3,329     | 9.56  | 434           | 35,249     | 42,861              | 82.24     |
| Mendoza              | 376,821    | 66.72 | 187,999   | 33.28 | 8,592         | 573,412    | 768,608             | 74.60     |
| Misiones             | 191,828    | 83.68 | 37,413    | 16.32 | 5,806         | 235,047    | 336,376             | 69.88     |
| Neuquén              | 96,282     | 87.56 | 13,682    | 12.44 | 1,224         | 111,188    | 147,090             | 75.59     |
| Río Negro            | 132,203    | 87.46 | 18,960    | 12.54 | 2,686         | 153,849    | 209,082             | 73.58     |
| Salta                | 193,894    | 75.25 | 63,785    | 24.75 | 4,061         | 261,740    | 403,441             | 64.88     |
| San Juan             | 162,886    | 89.11 | 19,906    | 10.89 | 2,193         | 184,985    | 292,777             | 63.18     |
| San Luis             | 85,514     | 89.43 | 10,105    | 10.57 | 1,273         | 96,892     | 151,486             | 63.96     |
| Santa Cruz           | 30,232     | 78.21 | 8,422     | 21.79 | 372           | 39,026     | 56,018              | 69.67     |
| Santa Fe             | 901,943    | 87.22 | 132,142   | 12.78 | 20,341        | 1,054,426  | 1,721,825           | 61.24     |
| Santiago del Estero  | 137,491    | 86.69 | 21,106    | 13.31 | 3,512         | 162,109    | 402,003             | 40.33     |
| Tierra del Fuego     | 9,682      | 59.77 | 6,516     | 40.23 | 150           | 16,348     | 20,685              | 79.03     |
| Tucumán              | 298,488    | 83.36 | 59,598    | 16.64 | 5,494         | 363,580    | 632,899             | 57.45     |
| Totale               | 10,454,172 | 82.60 | 2,201,963 | 17.40 | 205,220       | 12,861,355 | 18,350,863          | 70.09     |

## Conseguenze
Nonostante lo schiacciante sostegno degli elettori, il Congresso nazionale argentino approvò il trattato solo il 14 marzo 1985 con un voto di 23-22, con un'astensione.